# 1705 у літературі

## Книги
- «Нотатки про Італію» (англ. «Remarks on Several Parts of Italy») — книга Джозефа Еддісона.
- «Ієрогліфічна історія» — книга Димитрія Кантеміра.

## Народились
- 13 лютого — Урсула-Франціска Радзивілл, польська поетеса.

## Померли
- 13 січня — Мадам д'Онуа, французька письменниця, казкарка.
- 17 жовтня — Нінон де Ланкло, французька куртизанка, письменниця.